# تاريخ النظرية الرأسمالية
تصف نظرية الرأسمالية السمات الأساسية للرأسمالية وكيفية عملها. ويتناول هذا المقال مثل هذه النظريات المتنوعة وتاريخها.

## نظرة عامة
تغير مفهوم العناصر التي تشكل الرأسمالية بشكل كبير مع مرور الوقت، فضلاً عن كونه يعتمد على المنظور السياسي والنهج التحليلي الذي يعتمده الدارس لهذه المسألة. وقد ركز آدم سميث على دور المصلحة الذاتية المستنيرة («اليد الخفية») ودور التخصص في تعزيز كفاءة تراكم رءوس الأموال على حساب العمال. واحتفظت آين راند بالرأي الذي يشير إلى أن الرأسمالية هي النظام الاجتماعي-السياسي الوحيد الصالح أخلاقيًا؛ وذلك لأنه فقط يتيح للناس حرية التصرف في إطار مصلحتهم الذاتية العقلانية باستثناء الفقراء، وأكدت أنه لا يوجد أي نظام سياسي اقتصادي في التاريخ قد أثبت قيمته بمثل هذا الوضوح أو نفع البشرية إلى هذا الحد للاغنياء واصحاب الشركات. وعرفتها بأنها نظام اجتماعي يقوم على الاعتراف بالحقوق الفردية، بما في ذلك حقوق الملكية، التي تكون جميع الممتلكات بها مملوكة للقطاع الخاص، وأشارت إلى أن الرأسمالية هي المثالية غير المعروفة: فلا يعرف الناس طبيعتها، في ظل وجود التزام ضمني وصمت من جانب هؤلاء الذين يعرفون أفضل، وهناك تضارب مع الأسس التي تقوم عليها هذه النظرية، ومن ثم، فإن هذا هو سبب انهيار العالم الحديث. وقد عرَّف روبرت لوفيفر، تحرري أمريكي، ومنظر رئيسي لنظرية السيادة المطلقة، الرأسمالية بأنها المدخرات ورؤوس الأموال في جوهرها، لأن المدخرات سيتم استثمارها فيما بعد في أدوات الإنتاج. بينما أكد بعض أنصار الرأسمالية (مثل ميلتون فريدمان) على دور الأسواق الحرة، التي يدَّعون أنها تعزز الحرية السياسية والديمقراطية. فبالنسبة للعديدين (مثل إيمانويل والرشتاين)، تتوقف الرأسمالية على التوسع إلى البعد العالمي للنظام الاقتصادي الذي يتم خلاله تداول البضائع والخدمات في الأسواق بما يخدم مصالح الشركات الكبرى، وتنتمي فيه السلع الرأسمالية إلى الهيئات غير الحكومية. وبالنسبة لآخرين (مثل كارل ماركس)، فإنه يتم تعريفها من خلال إنشاء سوق عمل ينبغي خلاله على معظم الأشخاص بيع قوة العمل الخاصة بهم من أجل كسب عيشهم. وكما أشار ماركس (انظر أيضًا هيلير بيلوك)، تختلف الرأسمالية أيضًا عن اقتصاديات السوق الأخرى التي تميز الملكية الخاصة من خلال تركيز وسائل الإنتاج في يد قلة قليلة.

## آدم سميث
يعد آدم سميث المُنظِّر الأول لما نشير إليه عادة باسم الرأسمالية. وفي عمله الذي ألفه عام 1776 تحت عنوان تحقيق في طبيعة وأسباب ثروة الأمم (An Inquiry into the Nature and Causes of the Wealth of Nations)، براي سميث أنها في إطار نظام مستقر للتجارة والتقييم، سوف يستجيب الأفراد إلى حافز كسب المزيد عن طريق تخصيص إنتاجهم. وفقا لقوله سوف يقوم هؤلاء الأفراد بشكل طبيعي، دون تدخل من الدولة، «بتوجيه... هذه الصناعة بهذه الطريقة لأن إنتاجها قد يكون ذا قيمة كبيرة». وهذا من شأنه تمكين الاقتصاد ككل ليصبح أكثر إنتاجية، وبالتالي أكثر ثراء. وأشار سميث إلى أن حماية بعض المنتجين سوف يؤدي إلى إنتاج غير كفء، وأن الاكتناز القومي للنقود (أي النقدية في شكل عملات) لن يؤدي إلا إلى زيادة في الأسعار، في مناقشة مماثلة لما قدمه ديفيد هيوم. وأصبح العلاج المنهجي لكيفية تبادل السلع أو السوق، والذي من شأنه أن يخلق حوافز للعمل في إطار الصالح العام، أساسًا لما أطلق عليه الاقتصاد السياسي ولاحقًا الاقتصاد. كما كان أيضًا الأساس لنظرية القانون والحكومة، والتي ستحل تدريجيًا محل نظام الاتجارية الذي كان سائدًا في ذلك الوقت.
ويؤكد سميث على أنه عندما يقوم الأفراد بتجارة ما، فإنهم يقدرون ما يقومون بشرائه أكثر من تقديرهم لما يقدمونه في مقابل سلعة. وإذا لم يكن هذا هو الحال، فإنهم لن يقوموا بهذه التجارة ولكنهم سيحتفظون بملكية السلعة الأكثر قيمة. وتتضمن هذه الفكرة مفهوم التجارة ذات المنفعة المتبادلة، حيث يميل كلا الجانبين إلى الاستفادة من أي تبادل.
وعلى الرغم من أنه غالبًا ما يوصف باسم «أبو الرأسمالية» (و«أبو الاقتصاد»)، فإن آدم سميث نفسه لم يستخدم قط مصطلح «الرأسمالية». ووصف النظام الاقتصادي المفضل لديه باسم «نظام الحرية الطبيعية». ومع ذلك، عرَّف سميث «رأس المال» بالأوراق المالية، و«الربح» بتوقع الاحتفاظ بالإيرادات من جراء التحسينات التي أدخلت على المخزون. ورأى سميث أيضًا أن تحسن رأس المال هو الهدف المركزي السليم للنظام الاقتصادي والسياسي.
وهناك فرق كبير بين منظور آدم سميث للاقتصاد ونظرية الرأسمالية الحالية وهذا الفرق يتمثل في أن آدم سميث يرى القيمة كناتج للعمل، وبالتالي تدخل في إطار نظريات قيمة العمل، والتي استخدمها جميع الاقتصاديين بشكل أساسي حتى أصبحت نظريات قيمة العمل رئيسية في الفكر الماركسي.

## كارل ماركس
أعد كارل ماركس دراسة نقدية حول نتائج الرأسمالية. ووفقًا لما ذكره ماركس، فإن التعامل مع العمل بوصفه سلعة أساسية أدت إلى تقدير الناس لقيمة الأشياء وفقًا لأسعارها وليس فائدتها (انظر الفيتشية السلعية "التقديس الأعمى للسلع)، ومن ثم توسع نظام السلع. ولاحظ ماركس أن بعض الناس يشترون السلع لاستخدامها، في حين يشترى آخرون لبيعها في مقابل الحصول على ربح. وتضمن الكثير من تاريخ الرأسمالية المتأخرة ما أطلق عليه ديفيد هارفي "نظام التراكم المرن"، والذي أصبحت فيه الكثير والكثير من الأشياء مجرد سلع، وتتحدد قيمتها من خلال عملية التبادل وليس من خلال استخدامها. فعلى سبيل المثال، لا تعد الدبابيس فقط هي السلع؛ فأسهم ملكية أحد المصانع التي تصنع دبابيس أصبحت سلعة، ثم الخيارات على الأسهم الصادرة في الشركة التي تشغل المصنع أصحبت سلعة هي الأخرى، وبعد ذلك تصبح أجزاء من سعر الفائدة على السندات التي تصدرها الشركة سلعة من السلع، وهلم جرا. ويُشكل انتشار المضاربة في السلع في إطار نظرية الرأسمالية الحديثة النتائج التي تترتب عليها بشكل ملحوظ.
ويُعرف ماركس «رؤوس الأموال» بأنها الأموال و«الإنتاج الرأسمالي» بأنه استخدام المال لتسمية الثروة؛ وهذه التسميات تشير إلى تعريف جون ستيوارت مل للقيمة في اقتصاد السوق بوصفه سعرًا جاريًا لسلعة أو خدمة.
```
أن تمديد نظرية قيمة العمل (نظرية القيمة باستخدام توماس هوبز وجون لوك، وآدم سميث وديفيد ريكاردو، وغيرهم) قد أشار إلى أن هؤلاء الرأسماليين (أصحاب وسائل الإنتاج) سوف يستغلون العمال عن طريق حرمانهم من القيمة التي يخلقها العمال أنفسهم. فإن فائض القيمة هو الفرق بين القيمة التي يحققها العامل والأجر الذي يتلقاه من صاحب العمل.
```

## التطور التاريخي
شهد القرنان الثامن عشر والتاسع عشر تحركًا تدريجيًا في أوروبا وفي الدول التي أسسها الأوروبيون، من أجل الحد من الحواجز التجارية، وخاصة القيود على الإنتاج والعمل، واستخدام الأوزان والمقاييس غير القياسية، والقيود المفروضة على بدء أعمال تجارية جديدة، والحد من صلاحيات الملك التي تخول له التدخل في تسيير التجارة. فظهر مذهبان متوازيان لوصف وتبرير هذه العملية. أحدهما هو المبدأ القانوني بأن الراسمالي أو الممارس لحق الملكية هو الشخص الذي يمكنه الاستفادة الاقتصادية بأفضل ما يكون منها، وأن هذا المبدأ يجب أن ينعكس في قوانين الملكية في كل أمة. أما الآخر فهو المذهب السياسي المعروف باسم اقتصاد عدم التدخل (الحرية الاقتصادية)، أي أن التنظيم الحكومي الإجباري للسوق يمثل تدخلاً غير مبرر، وأن الاقتصادات سوف تقدم أفضل أداء مع الحكومة التي تلعب فقط دورًا دفاعيًا لضمان تشغيل الأسواق الحرة الاستغلالة.
وقد بدأت المراجعة الرئيسية التالية للأساس النظري للرأسمالية في أواخر القرن التاسع عشر مع توسع الشركات والتمويل، وعولمة الإنتاج والأسواق، والرغبة المتزايدة في الاستفادة من الطاقة الإنتاجية لقطاعات رأس المال في الاقتصادات بغية تأمين مصالح الشركات الكبرى. وهكذا أصبحت الدولة تُرى من قبل العديد، وخاصة الأثرياء، بوصفها وسيلة لتحسين ظروف العمل، وتأمين الأسواق والحصول على المواد الشحيحة، حتى عندما لا يكون من الممكن تحقيق مثل هذه الأهداف إلا من خلال الاحتلال العسكري. وفي عشرينيات القرن العشرين، وجدت هذه الفلسفة أقوى نصير لها في تأكيد الرئيس كالفين كوليدج على أن «اهتمام أمريكا يكمن في الشركات والعمل». وأطلق عليها نقاد هذه الفترة مصطلح «الإدارة عن طريق مؤسسات كبيرة»، في حين أن أتباعه بوجه عام يعتبرونه امتدادًا منطقيا «لاقتصاد عدم التدخل» المستمد من الحرية الطبيعية.

## الرأسمالية والإمبريالية
لاحظ هوبسون، وهو كاتب بريطاني ليبرالي كان يكتب في فترة الحوار المحتدم حول الإمبريالية أثناء حرب البوير الثانية، مشهد احتلال أفريقيا، وأكد على التغييرات الحادثة في الهياكل الاجتماعية الأوروبية والمواقف فضلاً عن تدفق رأس المال، على الرغم من تأكيده على أن هذا الأخير يبدو الأكثر تأثيرًا وتحفيزًا. واقترحت نظريته المعروفة باسم نظرية التراكم، والتي كانت مؤثرة جدًا في يومها، أن الرأسمالية تعاني من نقص الاستهلاك، نظرًا لبروز الرأسمالية الاحتكارية وتركيز الثروة في أيدي عدد قليل من الناس، وهو السبب في حدوث سوء توزيع القوة الشرائية حسب رأيه. وجذبت أطروحته الانتباه إلى الطبقة العاملة الصناعية الفقيرة الضخمة في أوروبا، والتي كانت فقيرة للدرجة التي تمنعها من استهلاك البضائع التي كان ينتجها الاقتصاد الصناعي. أما تحليله لهروب رؤوس الأموال وبروز الاتحادات الاحتكارية الضخمة فقد أثر في وقت لاحق على فلاديمير لينين في كتابه الإمبريالية: أعلى مراحل الرأسمالية (Imperialism: The Highest Stage of Capitalism), الذي أصبح أساسًا لتحليل الماركسية الجديدة الناتجة عن الإمبريالية.
وربما كان مُنظِّر الأنظمة العالمية المعاصر إيمانويل والرشتاين قد تناول بشكل أفضل الحجج المضادة لهوبسون دون التقليل من الاستدلالات الأساسية لشخصه. وبالتالي، فإن تصور والرشتاين للإمبريالية كجزء من الامتداد العام والتدريجي لاستثمار رأس المال من مركز الدول الصناعية إلى الطرفية في الخارج يتوافق مع ما ذكره هوبسون. ووفقا لوالرشتاين، أصبحت الاتجارية الأداة الرئيسية للدول الصناعية الجديدة الواقعة بعيدًا عن المركز تقريبًا مثل ألمانيا وفرنسا وإيطاليا وبلجيكا. وبالتالي يرى والرشتاين الإمبراطورية الرسمية أنها تؤدي وظيفة مماثلة لتلك التي كان يقوم بها التجار في أواخر القرن السابع عشر والثامن عشر في إنجلترا وفرنسا، وبالتالي، ساهم التوسع في الثورة الصناعية في ظهور عصر التنافس الوطني العدواني، مما أدى إلى التدافع في نهاية القرن التاسع عشر على أفريقيا للحصول على إمبراطوريات رسمية.

## الديمقراطية والدولة والأطر القانونية
نوقشت العلاقة بين الدولة وآلياتها الرسمية والمجتمعات الرأسمالية في العديد من مجالات النظرية السياسية والاجتماعية، وذلك في مناقشة نشطة منذ القرن التاسع عشر. ويعد هيرناندو دي سوتو الاقتصادي المعاصر الذي جادل بأن إحدى السمات المهمة للرأسمالية تكمن في حماية الدولة الفاعلة لحقوق الملكية في نظام الملكية الرسمي، حيث يتم تسجيل الملكية والمعاملات بشكل واضح. ووفقًا لـ «دي سوتو»، فإن هذه هي العملية التي يتم من خلالها تحويل الأصول المادية إلى رؤوس أموال، والتي بدورها يمكن أن تستخدم في العديد من الطرق وبكفاءة أكبر بكثير في اقتصاد السوق. وذكر عدد من الخبراء الاقتصاديين الماركسيين أن قوانين التسييج في إنجلترا، والتشريعات المماثلة في غيرها من البلدان، جزء لا يتجزأ من التراكم البدائي الرأسمالي، وأن تلك الأطر القانونية المحددة للملكية الخاصة للأراضي جزء لا يتجزأ من تنمية الرأسمالية.
وأكد الاقتصاد المؤسسي الحديث، وهو مجال كان أول رواده دوغلاس نورث، على ضرورة وجود إطار قانوني حتى تعمل الرأسمالية على النحو الأمثل، ويركز على العلاقة بين التطور التاريخي للرأسمالية، وإنشاء وصيانة المؤسسات السياسية والاقتصادية. وفي الاقتصاد المؤسسي الحديث وغيره من المجالات التي تركز على السياسات العامة، يسعى الاقتصاديون إلى تحديد متى وما إذا كان يمكن للتدخل الحكومي (مثل الضرائب والرعاية والتنظيم الحكومي) أن يؤدي إلى مكاسب محتملة فيما يتعلق بالكفاءة. ووفقًا لـ جريجوري مانكيو، وهو خبير في الاقتصاد الكينزي الحديث، فمن الممكن أن يحسن التدخل الحكومي من نتائج السوق التي تقع تحت ظروف «الفشل السوقي» أو في الحالات التي لا تتمكن فيها السوق من تلقاء نفسها من تخصيص الموارد بكفاءة. ويحدث الفشل السوقي عندما يقع تحت تأثير خارجي، وعندما يكون إنتاج السوق أقل مما يجب، يكون التأثير الخارجي إيجابيًا، وعندما يكون أكثر مما يجب، يصبح التأثير الخارجي سلبيًا. ويمثل تلوث الهواء، على سبيل المثال، تأثيرًا خارجيًا سلبيًا لا يمكن إدراجه في الأسواق، نظرًا لأن الهواء في العالم ليس ملكًا لأحد، ومن ثم يتأثر بسلوك الملوثين الذين يستخدمونه. لذلك، يمكن أن ينبعث الكثير من التلوث ويدفع الناس الذين لا يشاركون في الإنتاج تكلفة التلوث، بدلاً من الشركة التي تسببت من البداية في تلوث الهواء. ويشير منتقدو نظرية الفشل السوقي، مثل رونالد كوس وهارولد ديمسيتز وجيمس بوكنان جونيور، إلى أن البرامج والسياسات الحكومية أيضًا قاصرة عن الكمال المطلق. ومن هذا المنظور، فإن الفشل السوقي غالبًا ما يكون صغيرًا، ويصبح فشل الحكومة في بعض الأحيان كبيرًا. ولذلك، فإن الأسواق غير الكاملة غالبًا ما تكون أفضل من البدائل الحكومية غير الكاملة. وعلى الرغم من أن جميع الدول لديها حاليًا نوع من لوائح السوق، فإن الدرجة المرغوب بها من التشريعات محل شك.
تعد العلاقة بين الديمقراطية والرأسمالية محل نزاع نظري ويتم تناولها في الحركات السياسية الشعبية. وقد جرى تمديد حق التصويت العام للبالغين من الذكور في القرن التاسع عشر في بريطانيا، مع تطور الرأسمالية الصناعية، وانتشرت الديمقراطية على نطاق واسع في نفس الوقت الذي ظهرت فيه الرأسمالية، وهو ما دفع العديد من المُنظِّرين إلى افتراض وجود علاقة سببية بينهما، أو أن أحدهما يؤثر على الآخر. ومع ذلك، ووفقًا لبعض الكتاب في القرن العشرين، رافقت الرأسمالية مجموعة متنوعة من التشكيلات السياسية تختلف تمامًا عن الديمقراطيات الليبرالية، بما في ذلك الأنظمة الفاشية والممالك ودول الحزب الواحد، مع ملاحظة[من؟] أن الكثير من المجتمعات الديمقراطية مثل فنزويلا وكتالونيا الأناركية قد كانت مناهضة للرأسمالية صراحة. وبينما يرى بعض المفكرين أن التطور الرأسمالي يؤدي في النهاية إلى زيادة الفقر. وتشير الأبحاث حول نظرية السلام الديمقراطي أيضًا أن الديمقراطيات الرأسمالية نادرًا ما تخوض حربًا مع بعضها البعض وليس لديها عنف داخلي لكنها تولد العنف في الدول الأخرى. ومع ذلك، يلاحظ منتقدو نظرية السلام الديمقراطي أن الدول الرأسمالية قد لا تحارب إلا نادرًا أو لا تحارب على الإطلاق مع الدول الرأسمالية الأخرى بسبب التشابه السياسي أو الاستقرار السياسي .
ويجادل بعض المعلقين حول فكرة أنه على الرغم من النمو الاقتصادي في ظل الرأسمالية والتي أدت إلى استغلال الشعوب. وفي ظل هذا المستوى من التفكير، كانت الأنظمة الاستبدادية قادرة على إدارة النمو الاقتصادي دون تقديم تنازلات لتحقيق المزيد من الحرية السياسية.
وردًا على الانتقادات الموجهة إلى النظام، ذكر بعض أنصار الرأسمالية أن مزاياها تدعمها البحوث التجريبية. فعلى سبيل المثال، يشير مناصرون مختلفون لمؤشر الحرية الاقتصادية إلى وجود علاقة إحصائية بين الأمم والمزيد من الاستغلال الاقتصادي (كما تحدد المؤشرات) وأعلى الدرجات المتعلقة بمتغيرات مثل الدخل ومتوسط العمر المتوقع، بما في ذلك الفقراء في هذه الدول.

## وصلات خارجية
- Capitalism by Robert Hessen - says "capitalism" is a misnomer for "economic individualism" and discusses the emergence of capitalism